# Liste des pay-per-views de la WCW

C'est une liste des évènements annuels en pay-per-view qui ont été organisés par la wcw. Certains de ces shows ont été lancés par la Jim Crockett Promotions de la NWA avant que Ted Turner ne la rachète en 1988 et change le nom en WCW en 1991. Les pay-per-views organisés en 1998 étaient promus sous le nom WCW/nWo.
Quand la WCW était rachetée par la World Wrestling Federation, la WWF s'assurait la propriété des droits des noms de ces shows. À ce jour, la WWE a produit seulement un pay-per-view qui utilise le nom d'un ancien PPV important de la WCW, The Great American Bash. Un PPV en 2001, Invasion, était promu sous les noms WWF, WCW, et ECW comme WWF vs. WCW/ECW Invasion mais c'était techniquement un PPV de la WWF.
Avant le rachat de la WCW par la WWF, leur PPV suivant devait s'appeler The Big Bang, à la place de l'habituel Spring Stampede. Il était prévu qu'il se déroule le 6 mai 2001. Des spéculations disaient que le show aurait été construit grandement autour de DDP, bien que le poster promotionnel pour l'évènement suggérât un « Big Bang » qui aurait créé une « nouvelle WCW ».

## Shows par mois
| Mois      | Shows                                 |
| --------- | ------------------------------------- |
| Janvier   | Souled Out (1997 – 2000)              |
| Janvier   | Sin (2001)                            |
| Février   | Chi-Town Rumble (1989)                |
| Février   | Wrestle War (1990 – 1991)             |
| Février   | SuperBrawl (1992 – 2001)              |
| Mars      | Uncensored (1995 - 2000)              |
| Avril     | Spring Stampede (1994; 1997 – 2000)   |
| Avril     | Collision in Korea (1995)             |
| Mai       | Wrestle War (1989; 1992)              |
| Mai       | Capital Combat (1990)                 |
| Mai       | Slamboree (1993 – 2000)               |
| Juin      | Beach Blast (1992)                    |
| Juin      | The Great American Bash (1995 – 2000) |
| Juillet   | The Great American Bash (1991 – 1992) |
| Juillet   | Beach Blast (1993)                    |
| Juillet   | Bash at the Beach (1994 – 2000)       |
| Août      | Hog Wild (1996)                       |
| Août      | Road Wild (1997 – 1999)               |
| Août      | New Blood Rising (2000)               |
| Septembre | Fall Brawl (1993 – 2000)              |
| Octobre   | Halloween Havoc (1989 - 2000)         |
| Novembre  | Battlebowl (1993)                     |
| Novembre  | World War 3 (1995 – 1998)             |
| Novembre  | Mayhem (1999 – 2000)                  |
| Décembre  | Starrcade (1991 – 2000)               |

## Sources
- PPV de la WCW et résultats